# Carlos Carbonell Pañella
Carlos Carbonell Pañella (Barcelona, 1 de noviembre de 1873-Valencia, 14 de julio de 1933) fue un arquitecto catalán afincado en Valencia, que desarrolló su obra en Valencia y sus alrededores. 

## Biografía
Nacido el 1 de noviembre de 1873 en Barcelona era hijo de Zacarías Carbonell y Narcisa Pañella.
Se tituló en 1897 en la Escuela Provincial de Arquitectura de Barcelona. Ese mismo año fue nombrado arquitecto municipal de Cuenca, consiguiendo el cargo de arquitecto interino provincial (1900) y después en 1902 el de arquitecto municipal, auxiliar de pavimentos y alcantarillados de Valencia.
En 1914 se casa con Josefa Antolí, nacida en Villanueva de Castellón, cuya familia poseía tierras en Alginet.
En 1920 es nombrado arquitecto mayor del Ayuntamiento de Valencia, puesto que desempeñó hasta 1930. Fue además arquitecto interino de Hacienda.
Fue presidente de la Asociación de Arquitectos de Valencia y del Círculo de Bellas Artes de Valencia así como miembro del Centro de Cultura y Académico de la Real Academia de Bellas Artes de San Carlos aunque no pudo tomar posesión de esta última por morir unos pocos días antes.
Fue también corresponsal del Anuario de la Asociación de Arquitectos de Cataluña.

## Obras

###### En la ciudad de Valencia
Es conocido por su obra pública en Valencia: en 1905 el campanario de la iglesia de San Sebastián y el proyecto de la fachada principal de la casa consistorial de Valencia; en 1908 el Salón de actos y conciertos de la Exposición Regional Valenciana de 1909 y también el Pabellón Palacio Fomento Exposición Regional.
En urbanismo destacan la apertura de la avenida del Oeste y la ampliación de la plaza de la Reina.[cita requerida]
Un listado de su obra:
- Casa Roig en la calle Maestro Aguilar número 21, 1903[2]
- Proyecto de la fachada principal de la casa consistorial de Valencia, 1905.[2]
- Campanario de la iglesia de San Sebastián, 1905.[2]
- Pabellón de Fomento y pabellón Oriental de la Exposición Regional Valenciana de 1909.[2]
- Apertura de la avenida del Oeste.[cita requerida]
- Ampliación de la plaza de la Reina.[cita requerida]
- Edificio Peris en la calle Cirilo Amorós número 74, 1913.
- Casa para Josefa Cabellón en la calle Puerto Rico, 1913.
- Edificios Chapa en la Gran Vía Marqués del Turia, números 65 y 67, con chaflán a Conde Salvatierra, proyecto de 1914.[3]
- Casa de B. Gómez en calle Ciscar número 2, en Valencia, 1914.
- Casa Antolí Candela en la calle Jorge Juan número 20, 1921.
- Casa Ortiz en la calle San Vicente, 1925.
- Edificio en calle Cirilo Amorós número 50.
- Edificios en calle Conde Salvatierra números 28 a 32 y 39 a 41.[4]

###### Alginet
En Alginet (Valencia) dejó dos obras emblemáticas: el mercado y el matadero.
- Mercado de Alginet, actualmente en rehabilitación, 1905.
- Matadero de Alginet, 1905.
- Cuartel de la Guardia Civil, derribado.

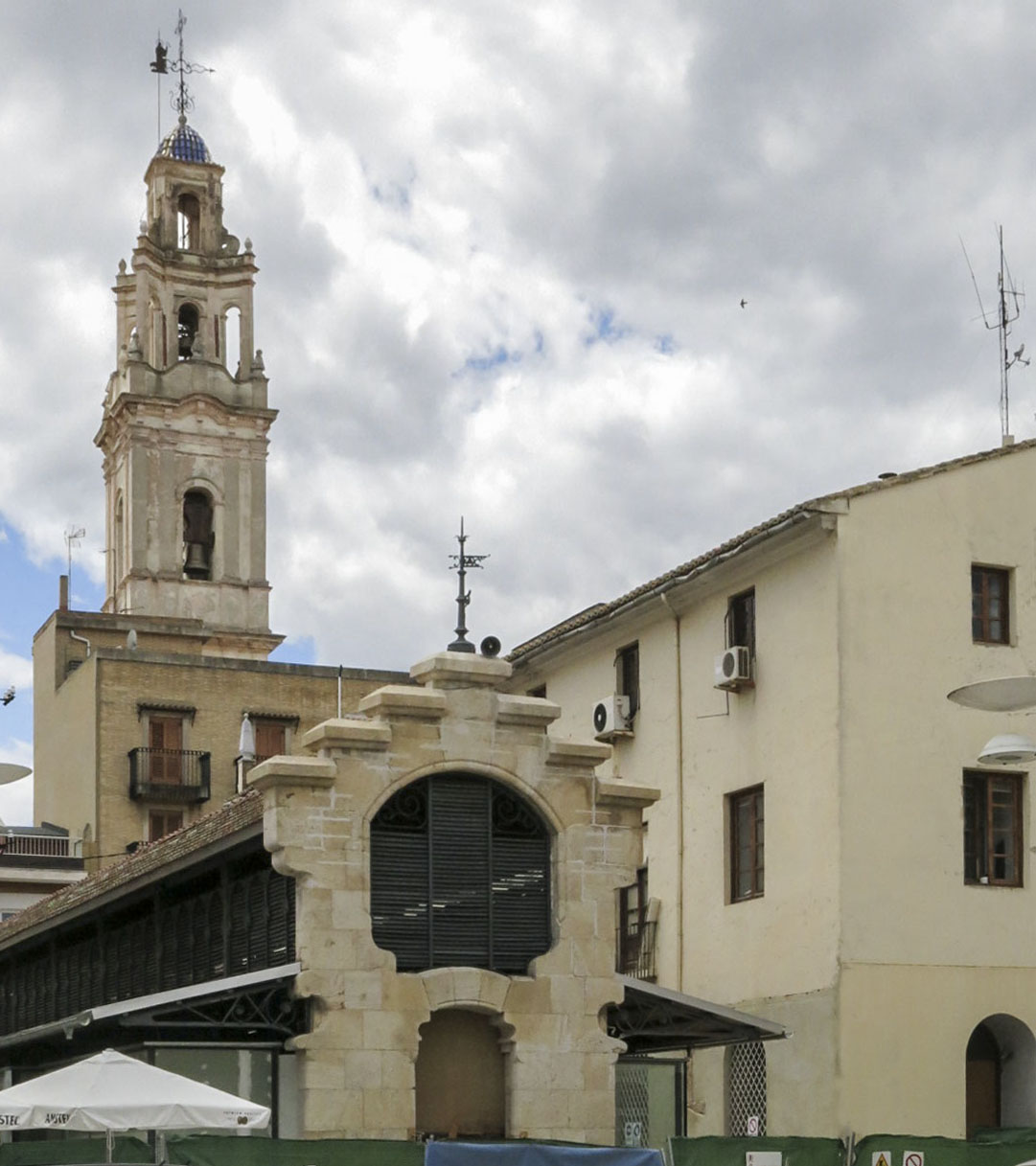
Mercado de Alginet
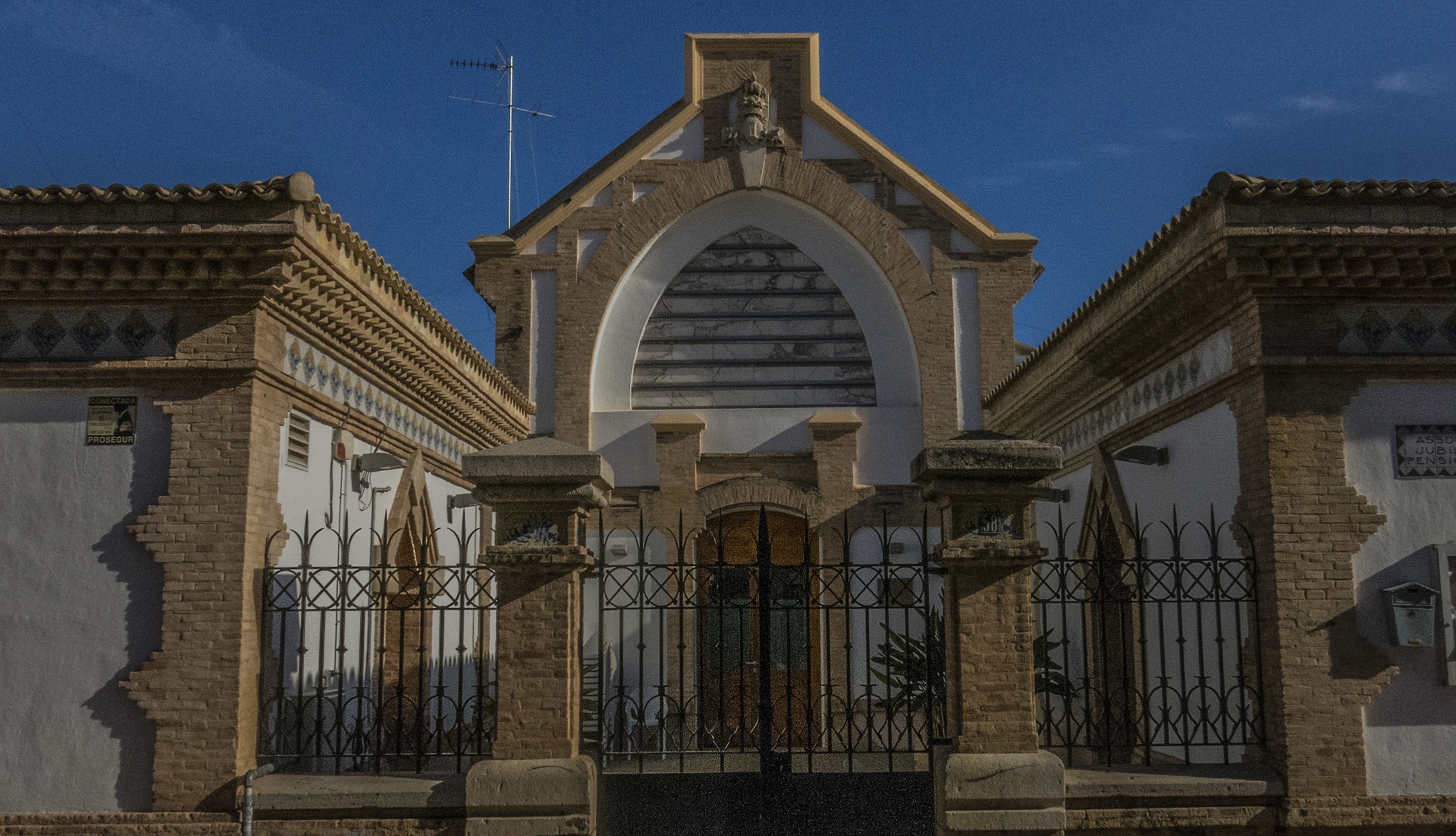
Matadero de Alginet
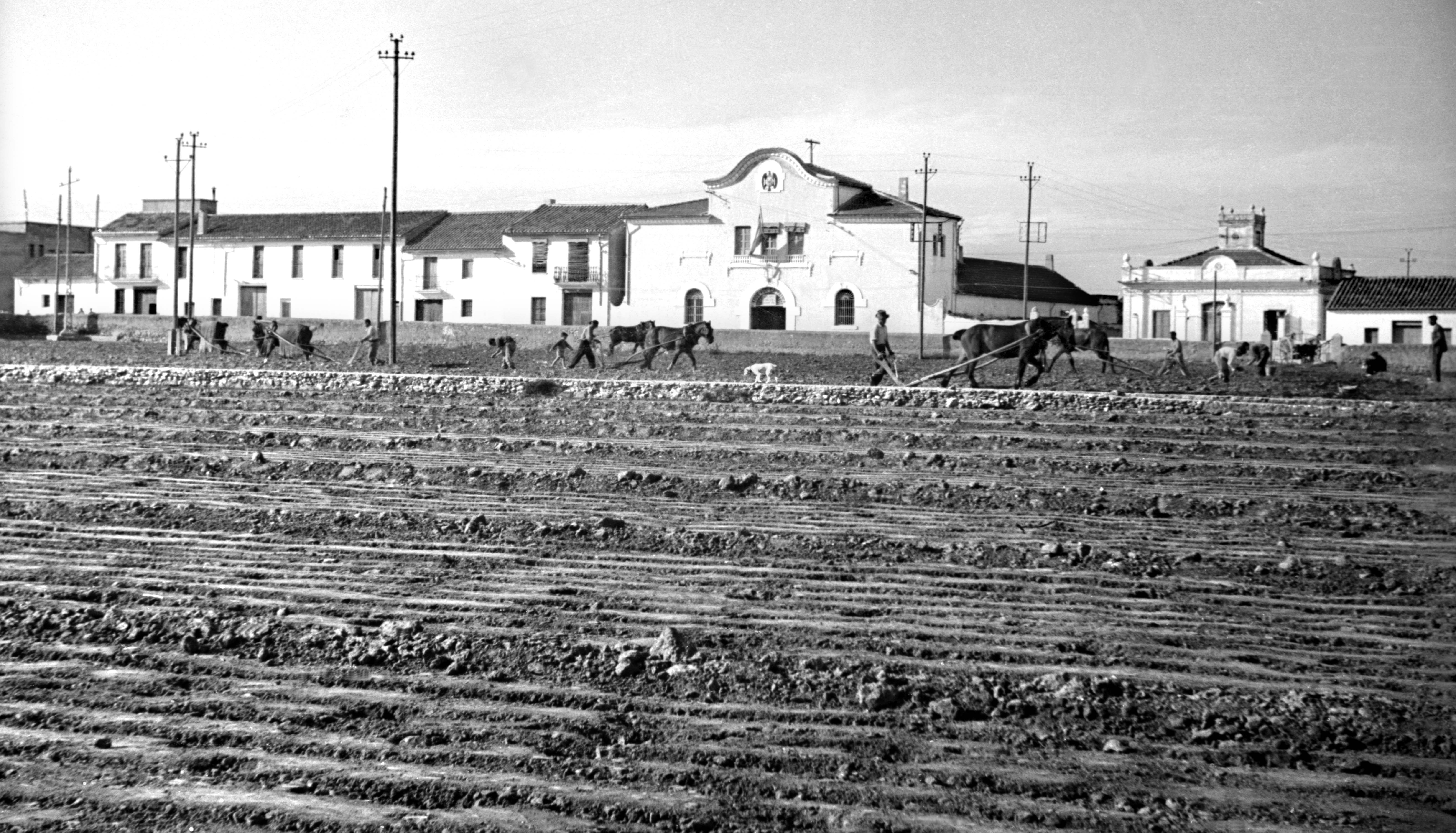
Fotografía del cuartel, antes del derribo